# Междугородная железная дорога Чэнду — Дуцзянъянь

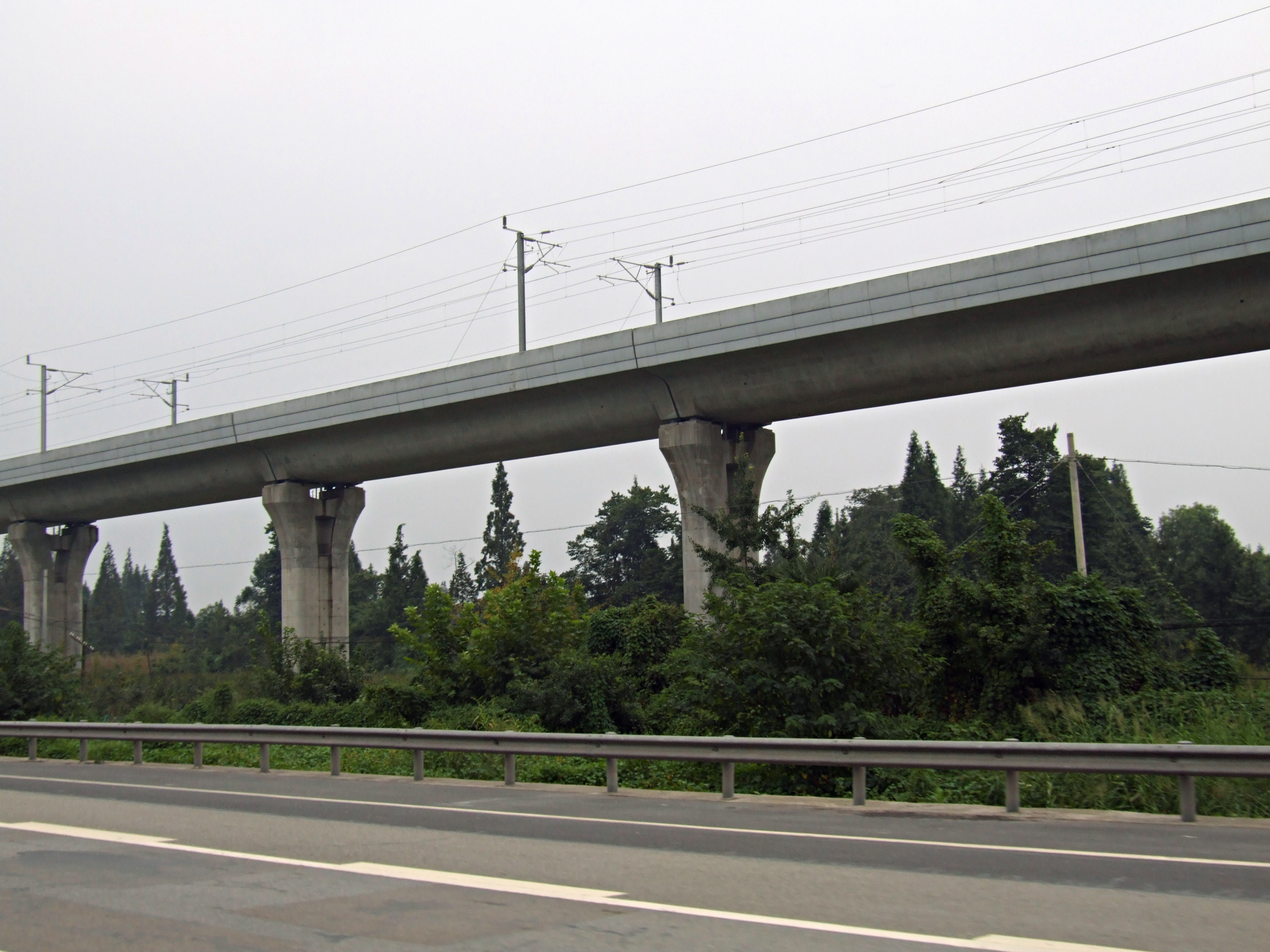
Пути на эстакаде.

Скоростная железная дорога Чэнду — Дуцзянъянь (кит. 成灌铁路) — высокоскоростная железная дорога длиной 65 км в провинции Сычуань, соединяющая столицу провинции Чэнду с городом Дуцзянъянь. Скорость движения — до 220 км/час, весь путь поезд проходит за полчаса.

## История строительства
В 2008 году Дуцзянъянь и область к западу от Чэнду подверглась большим разрушениям. Было принято решение построить дорогу, чтобы стимулировать быстрое восстановление края. Строительство дороги заняло 18 месяцев, и 12 мая 2010 года дорога была пущена в эксплуатацию. Конструкция дороги позволяет противостоять восьмибалльному землетрясению. Инвестиции в строительство дороги составили 13 миллиардов юаней.

## Ход трассы
Железная дорога начинается от северного вокзала в Чэнду, доходит до Сипу (докуда в 2012 году будет предположительно доведена вторая линия городского метро), проходит через уезд Пи и заканчивается на вокзале Цинчэншань в городе Дуцзянъянь. 67,8 % пути составляют мосты и тоннели. Самый длинный виадук на трассе — 21 км. Специальнык звукопоглощающие панели использованы для уменьшения шума поезда. Дорога должна выдерживать землетрясения. Прозрачные окна позволяют пассажирам наслаждаться живописными видами.
Эта дорога ускорила передвиджение пассажиров в два раза. Ожидается увеличение потока туристов к знаменитому городу Дуцзянъянь, который входит во Всемирное наледие ЮНЕСКО, к древней ирригационной системе и святой даосской горе Цинчэншань.
Стоимость проезда — 15 юаней (2012)

### Остановки
1. Чэнду (кит. 成都站)
2. Аньцзин (кит. 安靖站)
3. Сипу — Восточный (кит. 犀浦东站)
4. Сипу (кит. 犀浦站)
5. Хунгуан (кит. 红光镇站)
6. Пи — Восточный (кит. 郫县东站)
7. Пи (кит. 郫县站)
8. Пи — Западный (кит. 郫县西站)
9. Аньдэ (кит. 安德站)
10. Чунъи (кит. 崇义站)
11. Ююань (кит. 聚源站)
12. Дуцзянъянь (кит. 都江堰站)
13. Чжунсин (кит. 中兴站 )
14. Цинчэншань (кит. 青城山)